# El fugitiu (pel·lícula de 1963)
El fugitiu (títol original en anglès: The Running Man) és una pel·lícula britànica de Carol Reed, estrenada el 1963. Ha estat doblada al català.

## Argument[2]
Sense sou i rabiós contra les companyies d'assegurances, Rex Black simula la seva mort i retroba la seva dona i els diners a Màlaga, on les coses semblen haver-se calmat. Però quan l'investigador de les assegurances apareix, comença el joc del gat i la rata.

## Repartiment
- Laurence Harvey: Rex Black
- Lee Remick: Stella Black
- Alan Bates: Stephen
- Felix Aylmer: Parson
- Eleanor Summerfield: Hilda Tanner
- Allan Cuthbertson: Jenkins
- Harold Goldblatt: Tom Webster
- Noel Purcell: Miles Bleeker
- Ramsay Ames: Madge Penderby
- Fernando Rey: policia

## Premis i nominacions

### Nominacions
- 1964: BAFTA a la millor fotografia per R. Krasker